# Halophila
Halophila, rod morskih trava iz porodice žabogrizovki. Postoji 17 priznatih vrsta u tropskim i suptropskim dijelovima Azije, Australije, Amerike i Afrike. Morske trave u ovom rodu mogu biti jednodomne ili dvodomne.

## Vrste
1. Halophila australis Doty & B.C.Stone
2. Halophila baillonis Asch. ex Dickie
3. Halophila beccarii Asch.
4. Halophila capricorni Larkum
5. Halophila decipiens Ostenf.
6. Halophila engelmannii Asch.
7. Halophila hawaiiana Doty & B.C.Stone
8. Halophila major (Zoll.) Miq.
9. Halophila mikii J.Kuo
10. Halophila minor (Zoll.) Hartog
11. Halophila nipponica J.Kuo
12. Halophila okinawensis J.Kuo
13. Halophila ovalis (R.Br.) Hook.f.
14. Halophila spinulosa (R.Br.) Asch.
15. Halophila stipulacea (Forssk.) Asch.
16. Halophila sulawesii J.Kuo
17. Halophila tricostata M.Greenway

## Sinonimi
- Barkania Ehrenb.
- Lemnopsis Zipp. ex Zoll.